# Castillo de Tormón
El castillo de Tormón se encuentra en el municipio de Tormón, provincia de Teruel (Comunidad Autónoma de Aragón, España).
Del antiguo castillo medieval pervive el topónimo –calle del Castillo-: los escasos restos materiales que quedan se hallan en la cima de un tormo (peñasco aislado) situado al norte de la población y que da nombre a la misma.

## Historia
De origen musulmán, formó parte de una línea defensiva que unía Albarracín (Teruel) con Alpuente (Valencia), vía Jabaloyas, El Cuervo (Teruel), Castielfabib, Ademuz, y Santa Cruz de Moya.
Tras la conquista cristiana a principios del siglo XIII, Tormón (junto con El Cuervo (Teruel), Tramacastiel, Cascante del Río y Valacloche) se halla entre las localidades del extenso territorio perteneciente al señorío de Gil Ruiz de Castillblanque. Gil Ruiz casó con Toda Ruiz de Azagra, según se cree sobrina de Pedro Ruiz (Rodríguez) de Azagra, primer señor de Albarracín (fallecido entre 1186 y 1189).
Asimismo, Tormón figura entre los “castros, villas y alquerías” que el último gobernador almohade de Valencia y señor de Segorbe, Zayd Abu Zayd (1195-1268), dona a Jaime I de Aragón.
A comienzos de la segunda mitad del siglo XIII, Tormón pertenecía a la heredad de doña Teresa Gil de Vidaure, tercera esposa legítima de Jaime I de Aragón. En relación con un litigio sobre el castillo de Tormón (en 1268), el rey prohíbe a Francisco Lupo (López) molestar a ninguno de los vasallos de su hijo (Jaime de Jérica), por esta cuestión. Pocos años más tarde (en julio de 1275), el mismo rey dona a su hijo Jaime de Jérica el castillo de Tormón (junto con el de Altura (Castellón), Castromontano y Mora de Rubielos).
A finales del siglo XIII la villa de Tormón y su castillo continuaban en manos de la nobleza laica del Reino, al igual que Alobras, Tramacastiel, El Cuervo, Veguillas de la Sierra, Cascante del Río, Valacloche, Gea de Albarracín y Manzanera. Villel y sus aldeas, sin embargo, se hallaban por este mismo tiempo bajo la jurisdicción de la Orden Militar del Temple.
En la centuria siguiente a la conquista cristiana (siglo XIV), la villa de Tormón continuó vinculada al señorío laico –fuera por tanto del Concejo y Comunidad de Aldeas de Albarración y Teruel-:

«Esta aldea encerrada entre sierras, no figuró en las Comunidades de Albarracín y Teruel, vinculándose a señores privados, perteneciendo en el siglo XIV a los Ruiz de Castellblanque y después a los Heredias de Mora de Rubielos. El caserío se apiña al pie de un espectacular pitón rocoso, enhiesto cual si fuera un menhir y sobre su mínima cima subsiste un castillejo, reducido prácticamente a una especie de torreón, rebajada su altura y de valía más pictórica que monumental».
Los castillos turolenses, Cristóbal Guitart Aparicio

En la primera mitad del siglo XIV (y al menos hasta los años setenta de ese siglo) Tormón perteneció a los Ruiz de Castellblanque, y después -segunda mitad del mismo siglo- a los Heredias de Mora de Rubielos. Durante el señorío de los Heredia se constituyó en la iglesia de Tormón una cofradía -la primera de la que se tiene noticia en la diócesis de Albarracín-:

«El documento institucional de la “cofradía de la bienaventurada sancta Maria de Tormon” menciona al “honorable senyor Don Joan Fernández de Heredia, senyor del dicho lugar de Tormón”, notable personaje que por la fecha tenía que ser el Castellán de Amposta (desde 1345) y futuro gran maestre de la Orden de San Juan del Hospital (desde 1377), "genearca de los condes de Fuentes, marqueses de Mora, señores de las baronías de Fuentes de Ebro, Fuendetodos, Mediana y Mora de Rubielos (Teruel)" -nacido a finales del siglo XIII y fallecido centenario-. El título de Conde de Fuentes estuvo ligado a esta progenie de los Fernández de Heredia a partir del siglo XVI (1508), fecha en que Fernando el Católico (1452-1516) se lo otorga a Juan Fernández de Heredia y Liori».
Tormón, pueblo de Teruel, Alfredo Sánchez Garzón

## Ubicación y descripción
Las ruinas del castillo de Tormón se alzan sobre un tormo (peñasco rocoso) situado al norte de la población. Su estratégico emplazamiento permite controlar el paso del río Ebrón y los caminos de montaña, además de las huertas aledañas y la misma población, hasta el punto de que visto en perspectiva -histórica y geográfica- Tormón se justifica por su castillo. La cumbre del tormo se halla en torno a los 1.085-1.090 metros de altitud (ello supone unos 45-50 metros de altura desde el nivel del cauce del Ebrón).
Geológicamente, el tormo está formado por materiales del Dogger del Jurásico medio: calizas tableadas (en la base), calcoarenitas (en la parte media-superior) y nuevos paquetes de calizas tableadas (en la cima). Todos los niveles se inclinan hacia el sureste. El emplazamiento dice de un espolón rocoso (escalonamiento inferior, con varios subescalonamientos en el sector) orientado meridionalmente, de forma que el tormo se alza en la parte centro-septentrional. Resulta razonable pensar que sobre esta superficie (unos 900 m² descontado el tormo) se ubicara la primitiva aldea de Tormón: el resto del caserío se situaría en la ladera suroriental, ocupando lo que hoy son las calles Castillo y del Río.
El estado actual de las antiguas construcciones del tormo es de sumo deterioro, de una parte por la lógica reutilización de materiales y de otra por la natural erosión que conlleva el paso del tiempo. No obstante, se observan también zonas de relleno y materiales de superficie de distinta procedencia (cerámicas a mano del Edad del Bronce-Edad del Hierro indeterminado, cerámicas islámicas a torno, bajomedievales cristianas...), lo que pone en evidencia la presencia de restos arqueológicos variados, de superficie y arrastre:

«La estructura conservada más importante es el muro oriental, basado en mampostería simple con cantería mejor escuadrada en las esquinas. Partiendo de un escalonamiento rocoso inestable, el muro recubre uno de los afloramientos, estableciendo una plataforma superior más regular. Del muro parten sendos paramentos peor conservados. La peor conservada es la estructura occidental. El mejor acceso a la plataforma superior del tormo se halla en la grieta del frente meridional. Probablemente, el enclave conserva contexto arqueológico, de potencia local apreciable, siendo difícil de valorar si pertenecen al último momento de ocupación (baja Edad Media) o a fases anteriores, según evidencian los materiales de la base».
Tormón, pueblo de Teruel, Alfredo Sánchez Garzón

Asimismo, la importancia estratégica de Tormón se pone en evidencia al observar que figura en tres recorridos del «Itinerario descriptivo militar de España» (Depósito de la Guerra, 1867): 1) Itinerario de Valencia a Albarracín por Chelva y Ademuz, 2) Itinerario de Cuenca a Teruel por Salvacañete y Veguillas de la Sierra y 3) Itinerario de Guadalajara a Teruel por Cuenca.
En relación con el castillo cabe destacar la existencia de un sello municipal (constitucional) de los años setenta del siglo XIX (1876). No obstante el realismo del dibujo, resulta improbable que en dicha fecha se conservara una estructura semejante. El emblema contiene tres elementos integrados en el paisaje que representa: el tormo, la torre y el puente sobre el Ebrón.

## Catalogación
El Castillo de Tormón está inscrito en el Registro Aragonés de Bienes de Interés Cultural al estar incluido dentro de la relación de castillos considerados Bienes de Interés Cultural, como zona arqueológica en virtud de lo dispuesto en la disposición adicional segunda de la Ley 3/1999, de 10 de marzo, del Patrimonio Cultural Aragonés. Este listado fue publicado en el Boletín Oficial de Aragón del día 22 de mayo de 2006.